# 快樂好幫手
《快樂好幫手》（韓語：유쾌한 도우미）為2008年由具惠善執導的韓國短篇電影。

## 主要演員
- 徐玄振 飾演 修女
- 金明洙（朝鲜语：김명수_(배우)） 飾演
- 田汰遂 飾演

## 獎項
- 2009年 第26屆釜山國際電影節 觀眾獎
- 2010年 富川國際奇幻電影節
- 2010年 日本Short Shorts Film Festival 話題獎[1]

## 外部連結
- NAVER電影 （页面存档备份，存于）
- daum （页面存档备份，存于）
- 韓國電影數據庫 （页面存档备份，存于）